# Fred Beardsley
Pour les articles homonymes, voir Beardsley.
Frederick William Beardsley (1856-1939) était un footballeur anglais qui fut associé à la fondation du club d'Arsenal.

## Biographie
Né à Nottingham, Beardsley a commencé par travailler dans une usine de munitions gouvernementale à Chilwell. Pendant son temps libre il jouait en tant qu'amateur pour Nottingham Forest où il occupait le poste de gardien de but. En 1884 il joua la demi-finale de la FA Cup contre Queen's Park. Peu de temps après, il partit à Londres travailler au Royal Arsenal à Woolwich, accompagné de Morris Bates, un autre ancien joueur de Nottingham Forest. Là ils rencontrèrent plusieurs autres footballeurs passionnés, tels David Danskin, Richard Pearce et Elijah Watkins. En 1886, sous la conduite de Danskin, ils créèrent une équipe de football qu'ils baptisèrent Dial Square, l'équipe deviendra par la suite Arsenal.
Beardsley garda les buts durant le premier match de Dial Square le 11 décembre 1886, qui affrontait alors Eastern Wanderers. Plus tard, avec Bates, il écrira à son ancien club de Nottingham et demandera que lui soit envoyé une tenue de football et un jeu de ballons ; le maillot reçu fut de couleur rouge, il est encore porté aujourd'hui par les joueurs d'Arsenal. Beardsley continua à jouer pour Dial Square, rebaptisé entre-temps Royal Arsenal, durant 5 saisons. Il joua 67 matchs de ligues régionales et de coupes (sa carrière précéda l'entrée d'Arsenal dans la Football League), et deux FA Cup, incluant le premier match d'Arsenal dans cette compétition, un match de qualification contre Lyndhurst. Après avoir pris sa retraite sportive, Beardsley fut le dirigeant d'Arsenal de 1906 à 1910.